# Чёрный Яр
Чёрный Яр — село на севере Астраханской области. Административный центр Чёрноярского района и Черноярского сельсовета.

## История

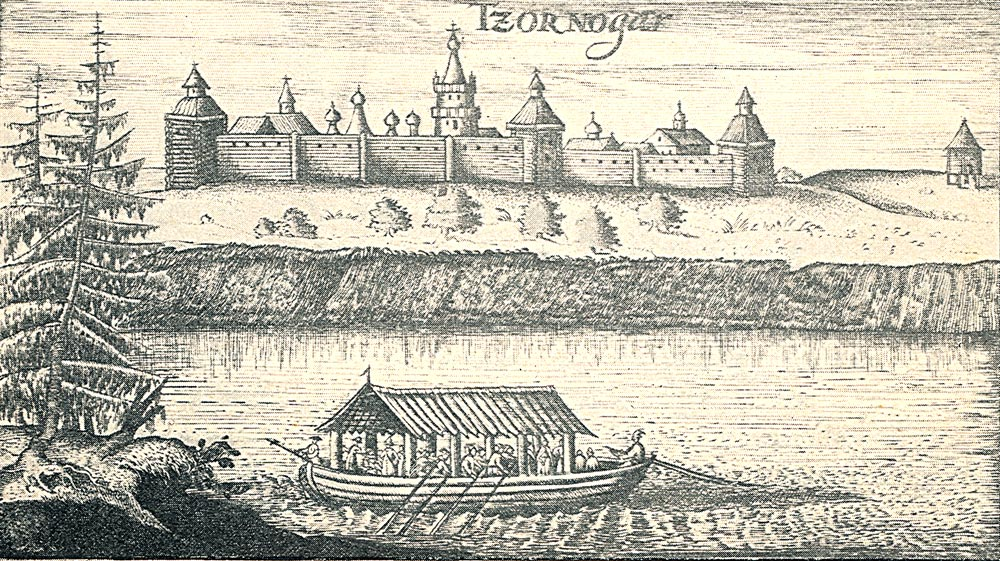
Черноярская крепость на рисунке Адама Олеария (1636)

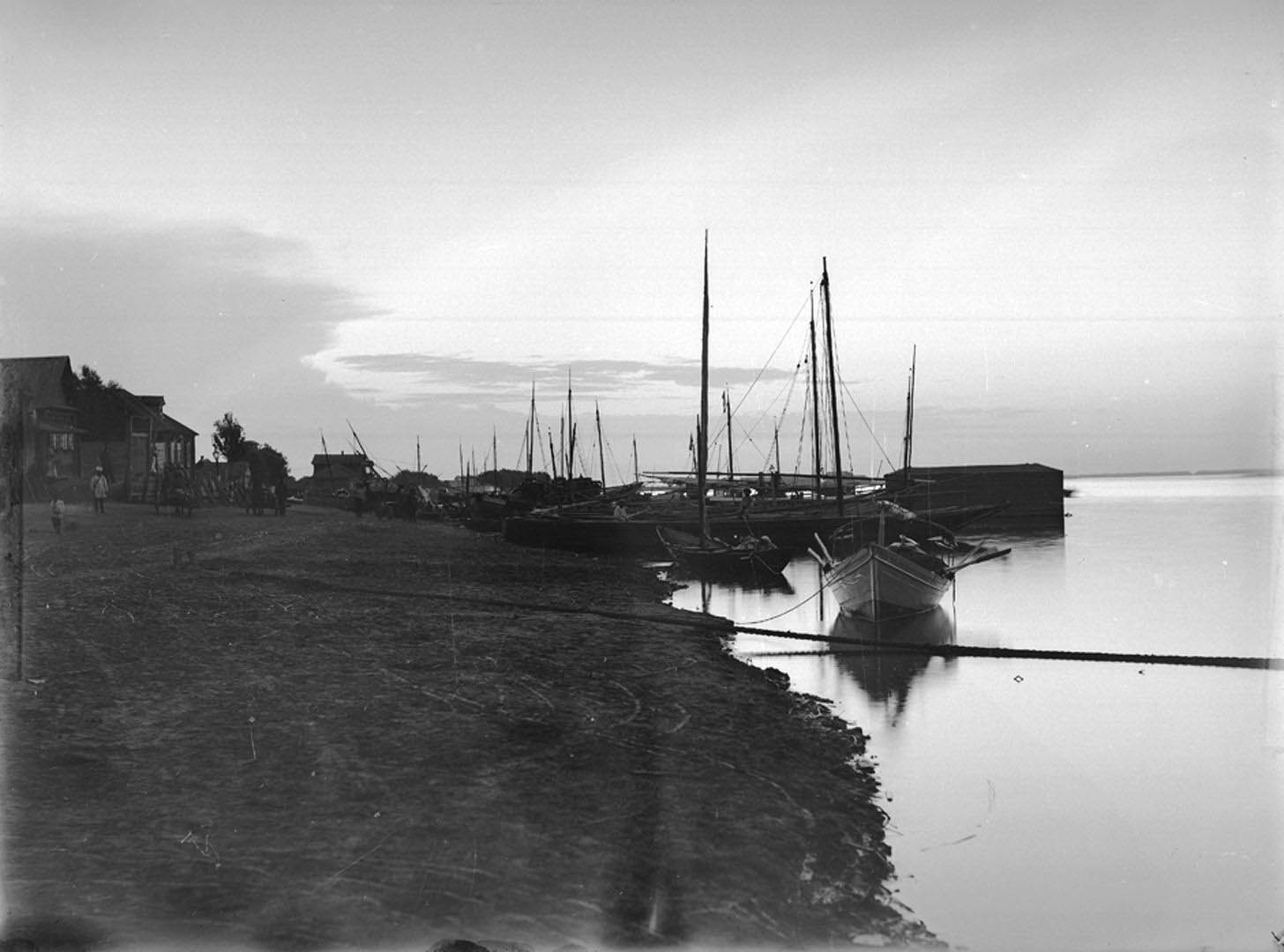
Из дореволюционного фотоальбома «Волга отъ истока до Каспія»

Первое упоминание Чёрного Яра приведено персидским дипломатом Орудж-бек Баятом, совершавшим путешествие в Испанию через Волгу в 1599 году. Черноярская крепость в 1627 году на левом берегу Волги как крепость для защиты Волжского торгового пути с названием «Михайлов Новгород» в честь царя Михаила Фёдоровича. Однако название не прижилось, уступив названию Чёрный Яр по чернозёмному обрыву, на котором стояла крепость. Из-за подмыва берега крепость была вскоре перенесена на полмили выше по течению.
Жившие по соседству ногайцы новое поселение называли Янкала («Новый город»).
В 1638 году воеводой на Чёрном Яру был Иван Черница Иванов сын Левонтьев[страница не указана 1526 дней].
В XIX веке казачье население города составляло станицу Черноярскую Астраханского войска.
Выходцы из Чёрного Яра были в числе первых 13 семей, основавших село Никольское, ныне г. Уссурийск в Приморском крае.
Хронология
- 1599 год - первое упоминание Черного Яра персидским путешественником Орудж-бек Баятом
- 1627 год — основание крепости «Михайлов Новгород».
- 1634 год — перенос крепости на современное место (из-за обвала берега).
- 1670—1671 годы — захват крепости участниками восстания Разина.
- 1705 год — захват крепости участниками Астраханского восстания
- 1708 год — Чёрный Яр приписан к Астрахани под названием «пригород» в составе Казанской губернии.
- 1717 год — Чёрный Яр вошел в состав вновь образованной Астраханской губернии.
- 1721 год — все стрельцы города обращены в казаков.
- 1741 год — уничтожение крупным пожаром.
- 1769 год — в крепости введено гражданское правление.
- 1781 год — Черноярским купцом Михаилом Барановым построена Церковь Петра и Павла.
- 1782 год — город Чёрный Яр передан в состав Саратовской губернии.
- 1785 год — город Чёрный Яр вновь включен в Астраханскую губернию и становится центром Черноярского уезда.
- 1873 год — Черноярская городовая казачья команда преобразовано в Черноярскую станицу. Основное занятие жителей станицы: земледелие, скотоводство, рыболовство.
- 1897 год — в городе живут 4226 человек, русских(по родному языку) — 4 015, калмыков — 87, украинцев — 56.
- 1899 год — в городе Чёрный Яр проживало 7642 человека: мещан 5129, казаков 1004, калмыков 174.
- 1919 год — Чёрный Яр передан Царицынской губернии.
- 1925 год — Чёрный Яр был лишен статуса города и превращен в село.
- 1928 год — село включено в состав Астраханского округа из Сталинградской губернии (в связи с образованием округа).
- 1931 год — село передано Сталинградскому краю.
- 1947 год — село включено в состав Черноярского сельского совета Астраханской области из Сталинградской области.
- 1963 год — в составе Черноярского сельского совета включено в Енотаевский район Астраханской области.
- 1964 год — в составе Черноярского сельского совета включено в Черноярский район (районный центр) Астраханской области.

## География
Село расположено на правом берегу Волги в 250 км к северо-западу от Астрахани.

## Население
Динамика численности населения
| 1859 | 1905 | 1914 | 1920 | 1923 | 1939 | 1959 | 1970 | 1979 | 1989 |
| ---- | ---- | ---- | ---- | ---- | ---- | ---- | ---- | ---- | ---- |
| 4460 | 8072 | 7388 | 2697 | 3268 | 3644 | 4059 | 5282 | 6792 | 8100 |

| 1959  | 1970  | 1979  | 1989  | 2002  | 2010  | 2014  |
| ----- | ----- | ----- | ----- | ----- | ----- | ----- |
| 4059  | ↗5282 | ↗6792 | ↗8100 | ↘8043 | ↘7779 | ↘7621 |
| 2015  | 2021  |       |       |       |       |       |
| →7621 | ↘6775 |       |       |       |       |       |

## Знаменитые соотечественники
- Боголеп Черноярский — святой отрок-схимник.
- Косич, Андрей Иванович — генерал-лейтенант.
- Бабкина, Надежда Георгиевна — певица.

## Фотогалерея

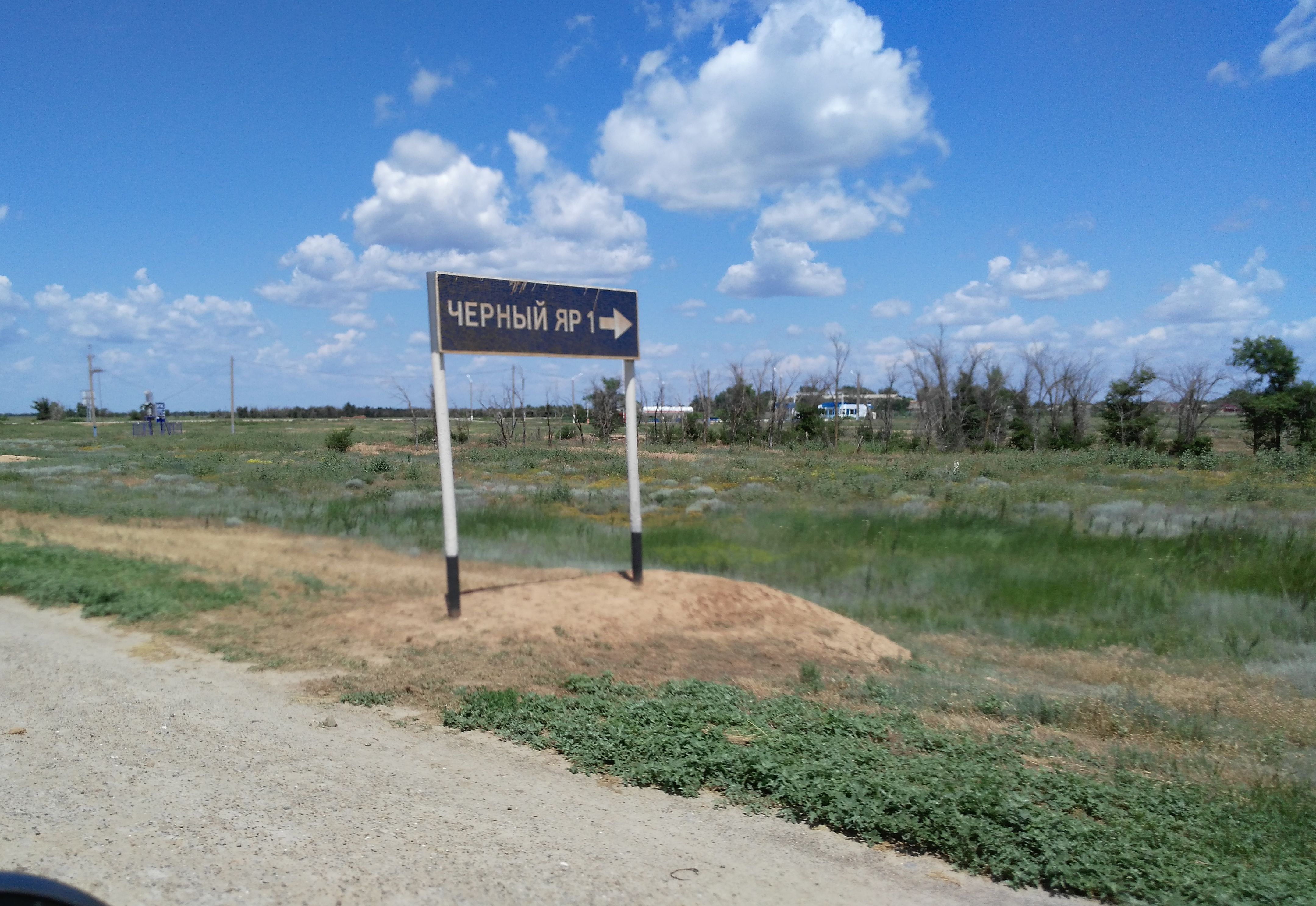
Дорожный указатель на трассе «Р-22».
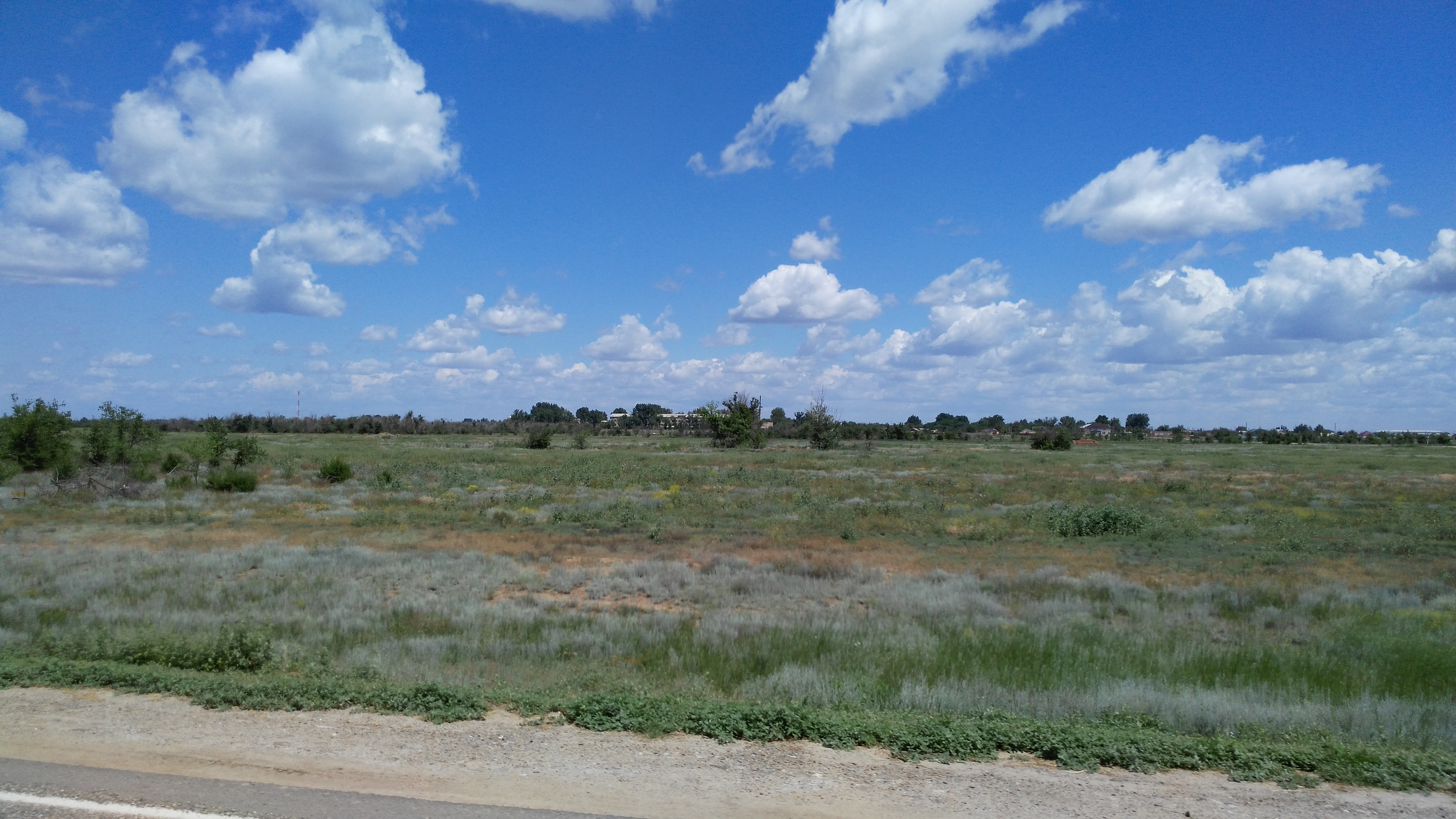
Вид на село Чёрный Яр с трассы «Р-22».
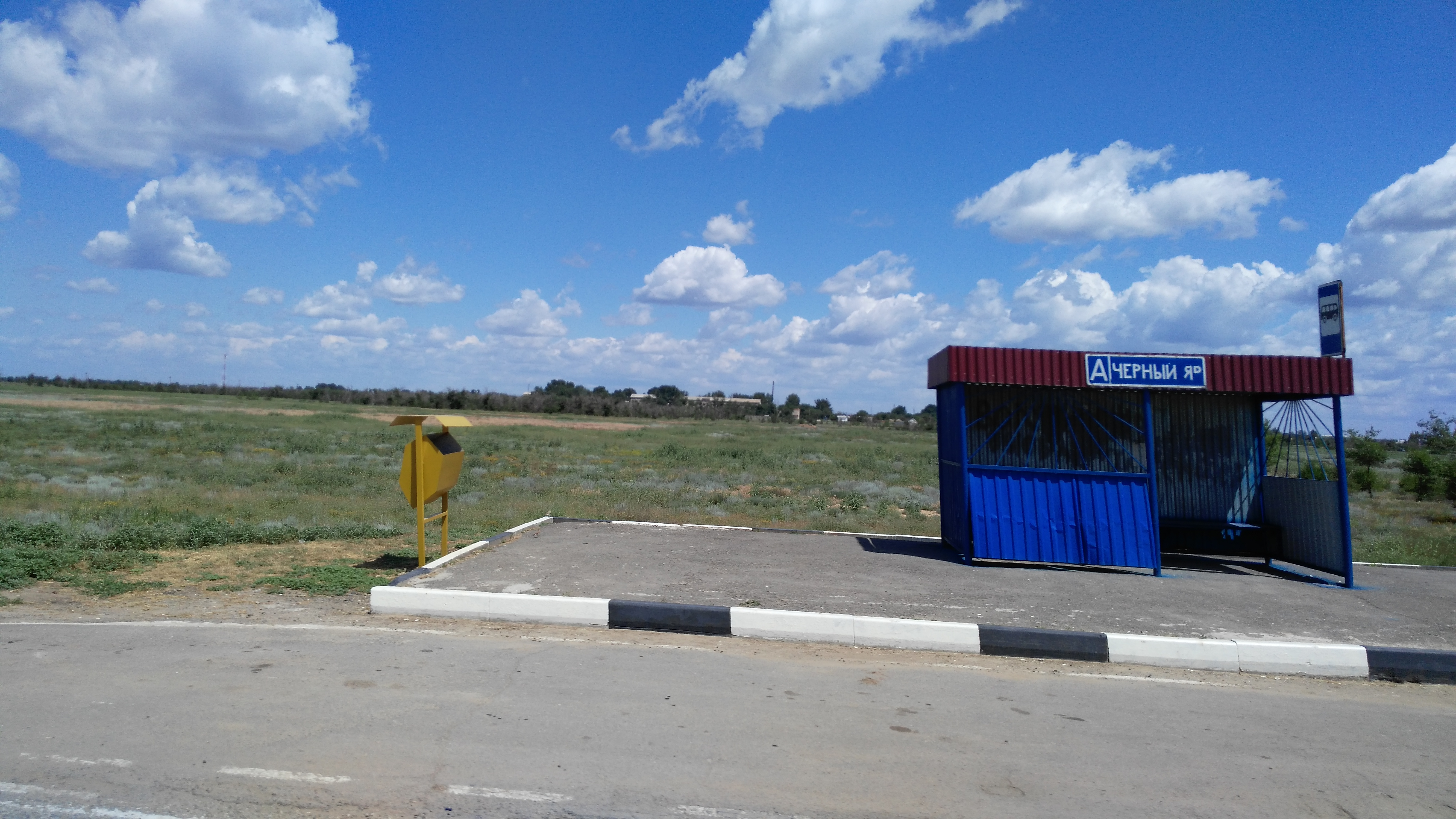
Остановка «Чёрный Яр» на трассе «Р-22».
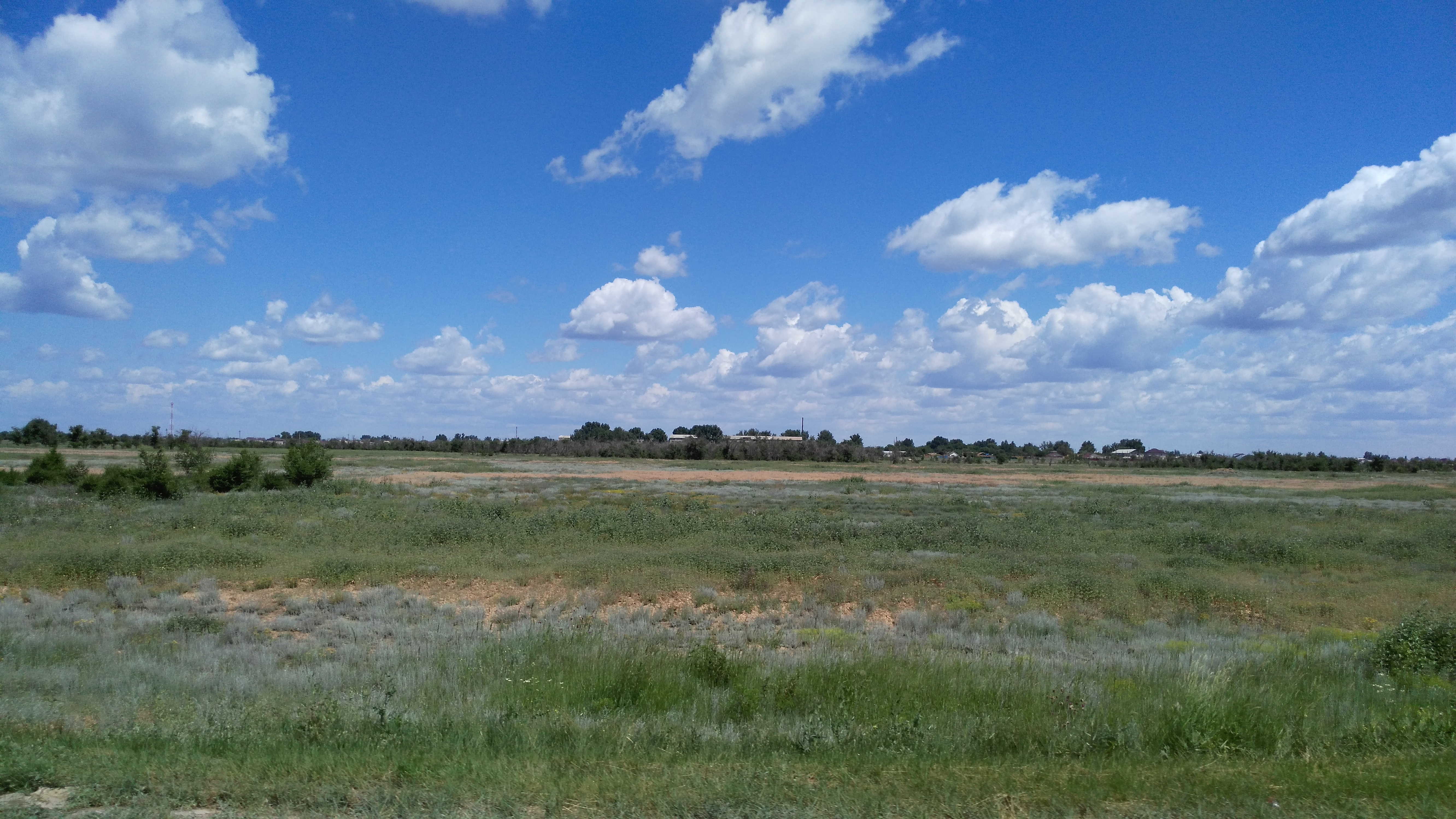
Вид на село Чёрный Яр с трассы «Р-22».